# Caryodidae
Caryodidae zijn een familie van weekdieren uit de klasse van de Gastropoda (slakken).

## Geslachten
- Anoglypta Martens, 1860
- Brazieresta Iredale, 1933
- Caryodes Albers, 1850
- Hedleyella Iredale, 1914
- Panda Albers, 1860
- Pandofella Iredale, 1933
- Pedinogyra Albers, 1860
- Pygmipanda Iredale, 1933